# 紀元前444年
紀元前444年（きげんぜん444ねん）は、ローマ暦の年である。
当時は、「ムギッラヌスとアトラティヌスが共和政ローマ執政官に就任した年」として知られていた（もしくは、それほど使われてはいないが、ローマ建国紀元310年）。紀年法として西暦（キリスト紀元）がヨーロッパで広く普及した中世時代初期以降、この年は紀元前444年と表記されるのが一般的となった。

## 他の紀年法
- 干支 : 丁酉
- 日本
  - 皇紀217年
  - 孝昭天皇32年
- 中国
  - 周 - 貞定王25年
  - 秦 - 厲共公33年
  - 晋 - 哀公8年
  - 楚 - 恵王45年
  - 斉 - 宣公12年
  - 燕 - 成公11年
  - 趙 - 襄子32年
  - 魏 - 文侯2年
- 朝鮮
  - 檀紀1890年
- ベトナム :
- 仏滅紀元 : 101年
- ユダヤ暦 : 3317年 - 3318年

## できごと

### ギリシア
- アテナイの保守派と民主派が対立した。野心を持った保守派の新しい指導者トゥキディデスは、民主派の指導者ペリクレスの提唱する贅沢な街の再建計画を非難した。当初、トゥキディデスは教会の支持を得たが、ペリクレスは、自身に献辞することを条件に、私財から街に全額を返還することを提案した。彼の提案は教会に受け入れられたため、ペリクレスを権力の座から追い落とそうとしたトゥキディデスの努力は実らなかった。

### 共和政ローマ
- 初の執政武官が選出された。
- 離反したアルデアと和平が締結された。

### 中国
- 秦が義渠を攻撃し、その国君を捕らえた。